# Жеґоти
Жеґоти (пол. Żegoty, нім. Siegfriedswalde) — село в Польщі, у гміні Ківіти Лідзбарського повіту Вармінсько-Мазурського воєводства.
Населення — 414 осіб (2011).
У 1975-1998 роках село належало до Ольштинського воєводства.

## Демографія
Демографічна структура станом на 31 березня 2011 року:
|          | Загалом | Допрацездатний вік | Працездатний вік | Постпрацездатний вік |
| -------- | ------- | ------------------ | ---------------- | -------------------- |
| Чоловіки | 191     | 32                 | 141              | 18                   |
| Жінки    | 223     | 56                 | 124              | 43                   |
| Разом    | 414     | 88                 | 265              | 61                   |